# Athena Tergis
Athena Tergis is een Amerikaanse violist. Geboren in San Francisco, begon zij op vierjarige leeftijd met klassieke vioolles volgens de Suzuki methode, maar dit bleek haar niet te boeien. Zij ging naar Alasdair Fraser’s Valley of the Moon fiddle Camp. Mairead Ni Mhaonaigh van Altan was daar die zomer en van haar leerde zij een aantal melodieën. Zij won later driemaal de Junior National Scottish Fiddling Championship. Met haar vriendin en ook violiste Laura Risk, maakte zij op zestienjarige leeftijd reeds het album Journey Begun, bij Culburnie Records. 
Tergis zou de Berklee School of Music in Boston na haar middelbare school gaan volgen maar ging in plaats daarvan drie jaar naar Ierland. Na het een jaar lang meedoen aan sessies ging zij een toer maken met accordeon speelster Sharon Shannon. Na geleefd te hebben in Galway, Belfast en Londen, opende Tergis de productie van Lord of the Dance in Las Vegas en niet lang daarna werd zij uitgenodigd de eerste violiste van Riverdance op Broadway te worden. 
Toen deze show eindigde begon Athena een opnamestudio en platenmaatschappij in New York. Zij leeft momenteel in Italië en begon daar een studio in Toscane, de Terra Linda Studios. Zij gaat vaak naar de Verenigde Staten om daar op te treden met Mick Molony en de bekende groep Green Fields of America waarmee zij ook een opname gaat maken.

## Discografie
- 1996 - Jouney Begun, met Laura Risk
- 2007 - A Letter Home